# Scarodytes savinensis
Scarodytes savinensis is een keversoort uit de familie waterroofkevers (Dytiscidae). De wetenschappelijke naam van de soort is voor het eerst geldig gepubliceerd in 1933 door Zimmermann.